# Malšín
Malšín, früher Myšlany (deutsch Malsching), ist eine Gemeinde in Tschechien. Sie liegt sieben Kilometer nördlich von Vyšší Brod im Böhmerwald und gehört zum Okres Český Krumlov.

## Geographie

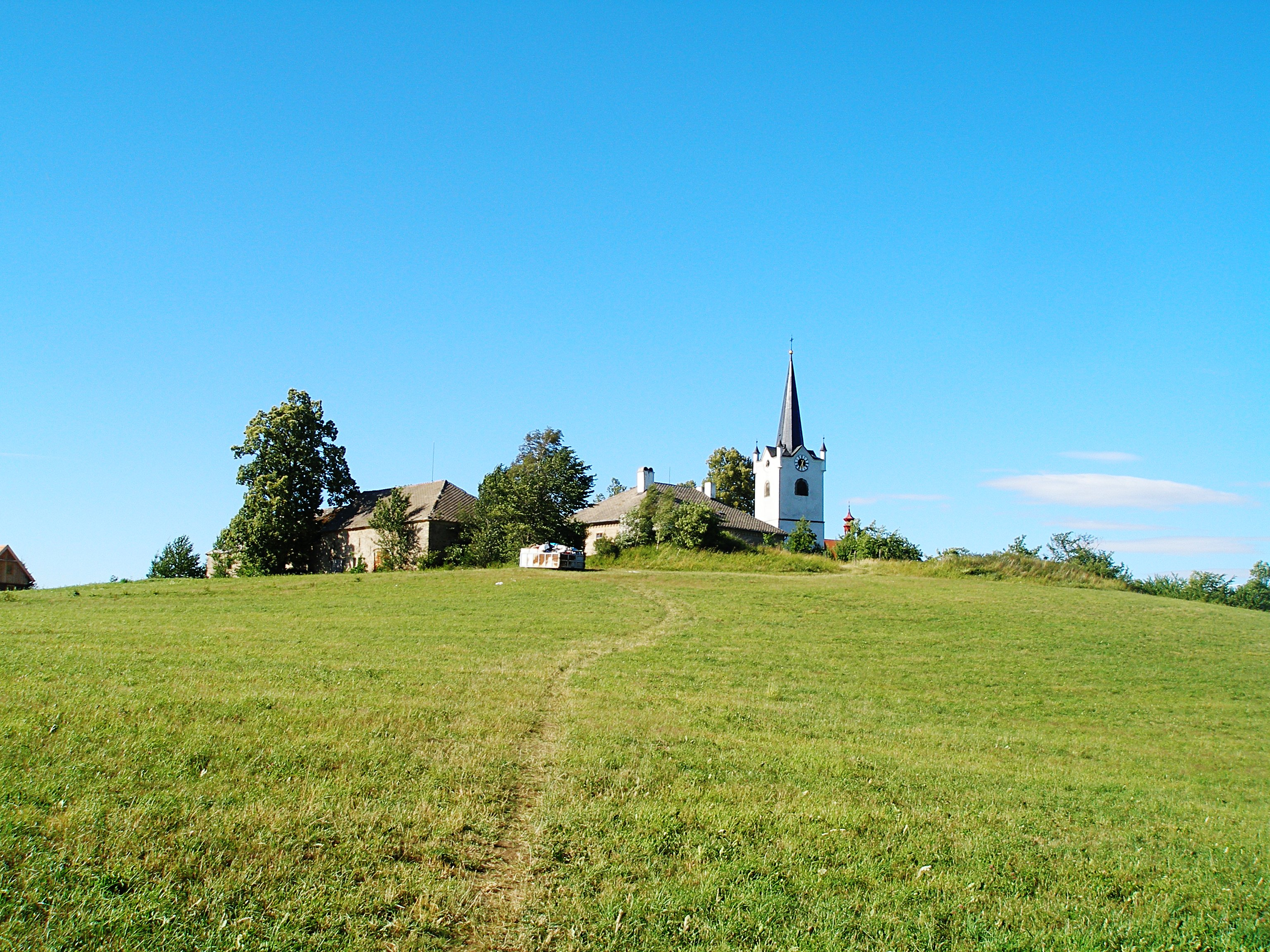
Malšín

Der Ort befindet sich in 794 m ü. M. links des Moldautales am Fuße des Malšínský kámen (856 m).
Nachbarorte sind Běleň im Nordosten, Větrná im Osten, Machnatec im Südosten sowie Ostrov und Bolechy im Süden.

### Gemeindegliederung
Die Gemeinde Malšín besteht aus den Ortsteilen Malšín und Ostrov (Wörles). Grundsiedlungseinheiten sind Běleň (Wieles), Boršov (Gießhübl), Horní Dlouhá (Ober Langendorf), Horní Okolí (Ober Oggold), Malšín, Ostrov und Šafléřov (Schauflern). Zu Malšín gehören außerdem die Einschichten Branná (Pramles), Chvalín (Kalling) und Větrná (Nesselbach). Auf Gemeindeflur liegen die Wüstungen Dolní Dlouha (Unter Langendorf), Dolní Okolí (Unter Oggold bzw. Oggold am Wald),  Hodslav 1.díl (Hatzles 1. Anteil), Lhotka (Hossenschlag), Vojtín (Woiden), Všímary (Schimern), Zábraní (Kropsdorf) und Zadní Ostrov (Kühberg).
Das Gemeindegebiet gliedert sich in die Katastralbezirke Běleň, Boršov u Loučovic, Horní Dlouhá, Horní Okolí, Ostrov na Šumavě und Šafléřov.

### Nachbargemeinden
| Světlík              | Bohdalovice                                 | Větřní               |
| Frymburk nad Vltavou | Kompassrose, die auf Nachbargemeinden zeigt | Rožmitál na Šumavě   |
| Vyšší Brod           |                                             | Rožmberk nad Vltavou |

## Geschichte
Das Dorf wurde 1339 erstmals als Malschin erwähnt und besaß schon zu dieser Zeit eine Kirche, die Filiale der Pfarrkirche von Rosenberg war. Vorgängerbau dieser Kirche war eine Kapelle, die in der 2. Hälfte des 13. Jahrhunderts errichtet worden war. Die Besiedlung des an der Kreuzung zweiter Landessteige von Friedberg und Hohenfurth gelegenen Ortes erfolgte vermutlich noch in der ersten Hälfte des 13. Jahrhunderts. Auf dem strategisch wichtigen Turmberg, der einen weiten Blick ins Land gestattete, befand sich ein wahrscheinlich noch älterer Wachturm.
Seit 1360 ist die St. Margarethen-Kirche als Pfarrkirche belegbar. Während der Herrschaft der Rosenberger erfolgte 1593 ein Umbau der Kirche. Nach dem Dreißigjährigen Krieg wurden die Buquoy Besitzer des Ortes. Ferdinand von Buquoy übertrug 1677 das Kirch- und Pfarrpatronat an das Kloster Hohenfurth. Zu dieser Zeit wurde die Kirche im Barockstil umgebaut und als Herz-Jesu-Kirche neu geweiht. 1856 entstand auf dem Turmberg die Wallfahrtskapelle des Hilfreichen Jungfrau Maria.
1870 gehörten zur katholischen Pfarre Malsching die 25 Dörfer Deutsch Gillowitz, Gießhübel, Gromaling, Gutwasser, Hatzles, Hossenschlag, Kalling, Kastlern, Kienberg, Kühberg, Lopatne, Nesselbach, Ober Langendorf, Pschislowitz, Reith, Sarau, Schauflern, Schimern, Unter Langendorf, Walketschlag, Woiden, Woraschne (Grandlberg), Wörles, Wullachen und Zirnetschlag mit insgesamt 2086 Gemeindegliedern, von denen 190 in Malsching wohnten. Politisch war Malsching ein Ortsteil der Gemeinde Wörles und hatte 1930 303 Einwohner.
1945 betreute die Pfarre 2438 Menschen. Nach dem Zweiten Weltkrieg wurde die fast ausschließlich von Deutschen bewohnte Gegend entsiedelt und nach der Vertreibung im Jahre 1946 die meisten Dörfer in der Umgebung aufgelassen.

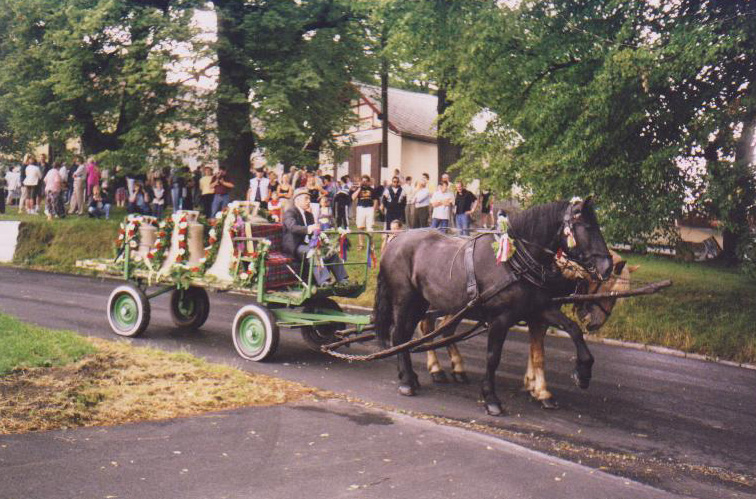
Glockenweihe in Malšín 2001

1990 wurde die Kirche wieder als Pfarrkirche geweiht und im Jahre 2001 erhielt sie drei neue Glocken, die in der Passauer Glockengießerei Rudolf Perner gefertigt wurden und die 1941 eingeschmolzenen Kirchglocken ersetzten.

## Sehenswürdigkeiten
- Pfarrkirche Herz Jesu, der ursprünglich gotische Bau wurde im 17. Jahrhundert barock umgestaltet und 1990 neu geweiht
- Wallfahrtskapelle der Hilfreichen Jungfrau Maria auf dem Turmberg
- Wieleser Linde in Běleň, vermutlich um 1200 als Sippenlinde gepflanzt, gilt als die älteste Linde in Südböhmen